# Férfi 5000 méteres rövidpályásgyorskorcsolya-váltó a 2006. évi téli olimpiai játékokon
A 2006. évi téli olimpiai játékokon a rövidpályás gyorskorcsolya férfi 5000 méteres váltó versenyszámának elődöntőit február 15-én, a döntőt február 25-én rendezték. Az aranyérmet a dél-koreai csapat nyerte meg. A versenyszámban nem vett részt magyar csapat.

## Rekordok
A versenyt megelőzően a következő rekordok voltak érvényben:
| Világrekord     | Kanada (CAN) | 6:39,990 | Peking, Kína                              | 2005. március 13. |
| Olimpiai rekord | Kanada (CAN) | 6:45,455 | Salt Lake City, Amerikai Egyesült Államok | 2002. február 13. |

A versenyen új olimpiai rekord született:
| Dél-Korea (KOR) | 6:43,376 | Torino, Olaszország | 2006. február 25. |

## Eredmények
A két futamból az első két helyezett jutott az A-döntőbe, a harmadik és negyedikek a B-döntőbe kerültek. A kizárt csapatok nem vehettek részt a további futamokon. Az időeredmények másodpercben értendők. A rövidítések jelentése a következő:
- QA: az A-döntőbe jutott
- QB: a B-döntőbe jutott
- ADV: továbbjutás bírói döntés alapján
- OR: olimpiai rekord

### Elődöntők
| Helyezés | Csapat                                                                                      | Idő      | Mj       |
| 1. futam | 1. futam                                                                                    | 1. futam | 1. futam |
| -------- | ------------------------------------------------------------------------------------------- | -------- | -------- |
| 1.       | Kanada (CAN) · Éric Bédard · Jonathan Guilmette · Charles Hamelin · François-Louis Tremblay | 6:57,004 | QA       |
| 2.       | Dél-Korea (KOR) · An Hjonszu · I Hoszok · O Szedzsong · Szo Hodzsin                         | 7:01,783 | QA       |
| 3.       | Németország (GER) · Thomas Bauer · Tyson Heung · Arian Nachbar · Sebastian Praus            | 7:02,367 | QB       |
| 4.       | Ausztrália (AUS) · Lachlan Hay · Stephen Lee · Mark McNee · Elliot Shriane                  | 7:03,356 | QB       |
| 2. futam |                                                                                             |          |          |
| 1.       | Egyesült Államok (USA) · Alex Izykowski · J. P. Kepka · Apolo Anton Ohno · Rusty Smith      | 6:55,082 | QA       |
| 2.       | Kína (CHN) · Li Hao-nan · Li Csia-csün · Li Je · Szuj Pao-ku                                | 6:55,476 | QA       |
| 3.       | Olaszország (ITA) · Fabio Carta · Yuri Confortola · Nicola Franceschina · Nicola Rodigari   | 7:07,358 | ADV      |
| –        | Japán (JPN) · Arino Josiharu · Fudzsimoto Takahiro · Nisitani Takafumi · Terao Szatoru      | kizárták |          |

### B-döntő
| Helyezés | Csapat                                                                             | Idő      | Mj |
| -------- | ---------------------------------------------------------------------------------- | -------- | -- |
| 6.       | Ausztrália (AUS) · Lachlan Hay · Stephen Lee · Mark McNee · Elliot Shriane         | 7:01,666 |    |
| 7.       | Németország (GER) · Thomas Bauer · Andre Hartwig · Arian Nachbar · Sebastian Praus | 7:13,338 |    |

### A-döntő
| Helyezés | Csapat                                                                                    | Idő      | Mj |
| -------- | ----------------------------------------------------------------------------------------- | -------- | -- |
| Arany    | Dél-Korea (KOR) · An Hjonszu · I Hoszok · Szo Hodzsin · Szong Szogu                       | 6:43,376 | OR |
| Ezüst    | Kanada (CAN) · Éric Bédard · Charles Hamelin · François-Louis Tremblay · Mathieu Turcotte | 6:43,707 |    |
| Bronz    | Egyesült Államok (USA) · Alex Izykowski · J. P. Kepka · Apolo Anton Ohno · Rusty Smith    | 6:47,990 |    |
| 4.       | Olaszország (ITA) · Fabio Carta · Yuri Confortola · Nicola Franceschina · Nicola Rodigari | 6:48,597 |    |
| 5.       | Kína (CHN) · Li Hao-nan · Li Csia-csün · Li Je · Szuj Pao-ku                              | 6:53,989 |    |